# Trax (Band)
Trax war ein dänisches Schlagerduo, das von 1983 bis 1986 bestand. Die Mitglieder waren Lise Haavik (* 23. Februar 1962 in Narvik, Norwegen) und John Hatting (* 5. Juni 1948 in Kopenhagen; † 23. März 2013 ebenda).

## Werdegang
Motiviert durch die Teilnahme am Eurovision Song Contest 1982 mit seiner Band Brixx suchte der Musiker und Komponist John Hatting nach einer Sängerin für ein Duo. Über seine Plattenfirma wurde ihm die Nachwuchssängerin Lisa Haavik vermittelt. Das Duo Trax gründete sich 1983 und wurde auch privat ein Paar.
1984 und 1985 nahmen sie am Dansk Melodi Grand Prix teil, ohne jedoch einen Sieg zu erringen. 1986 siegten sie und durften daher beim Eurovision Song Contest 1986 für Dänemark antreten. Mit dem Schlager Du er fuld af løgn erreichten sie den sechsten Platz.
Bemerkenswert ist, dass Lise Haavik hauptsächlich zu sehen war, Hatting sang mit zwei Sängerinnen im Background-Chor. Das Paar beendete danach ihre Tätigkeiten als Duo, beide blieben aber weiterhin musikalisch aktiv.